# Веселка (гриб)
Весе́лка (Phallus) — рід гастероміцетів.

## Біологічний опис
Плодове тіло молодого гриба кулясте, біле або жовтувате, діаметром до 6 см (так зване чортове яйце), покрите щільною оболонкою — перидієм. При дозріванні плодова частина (глеба) виноситься через розірвану оболонку циліндричним стовпчиком (рецептакулом) із шиї. до 30 см (швидкість росту його досягає 5 мм за хвилину, гриб буквально росте на очах). Глеба має вигляд чарункуватого дзвона або капелюшка оливково-зеленого кольору, з неприємним запахом гниючого м'яса, що приваблює комах, які сприяють поширенню спор. Існує приблизно 20 видів, в колишньому СРСР — два, з яких найпоширеніша веселка звичайна (Phallus impudicus), в лісах повсюдно. Сапрофіт, однак може утворювати мікоризу, з дубом, буком, під якими часто росте. Молодий гриб їстівний.

## Види
- Phallus aurantiacus(інші мови)
- Phallus drewesii(інші мови)
- Phallus duplicatus
- Phallus hadriani
- Phallus impudicus
- Phallus indusiatus
- Phallus luteus(інші мови)
- Phallus minusculus(інші мови)
- Phallus pygmaeus(інші мови)
- Phallus ravenelii(інші мови)
- Phallus rubicundus(інші мови)

## Галерея

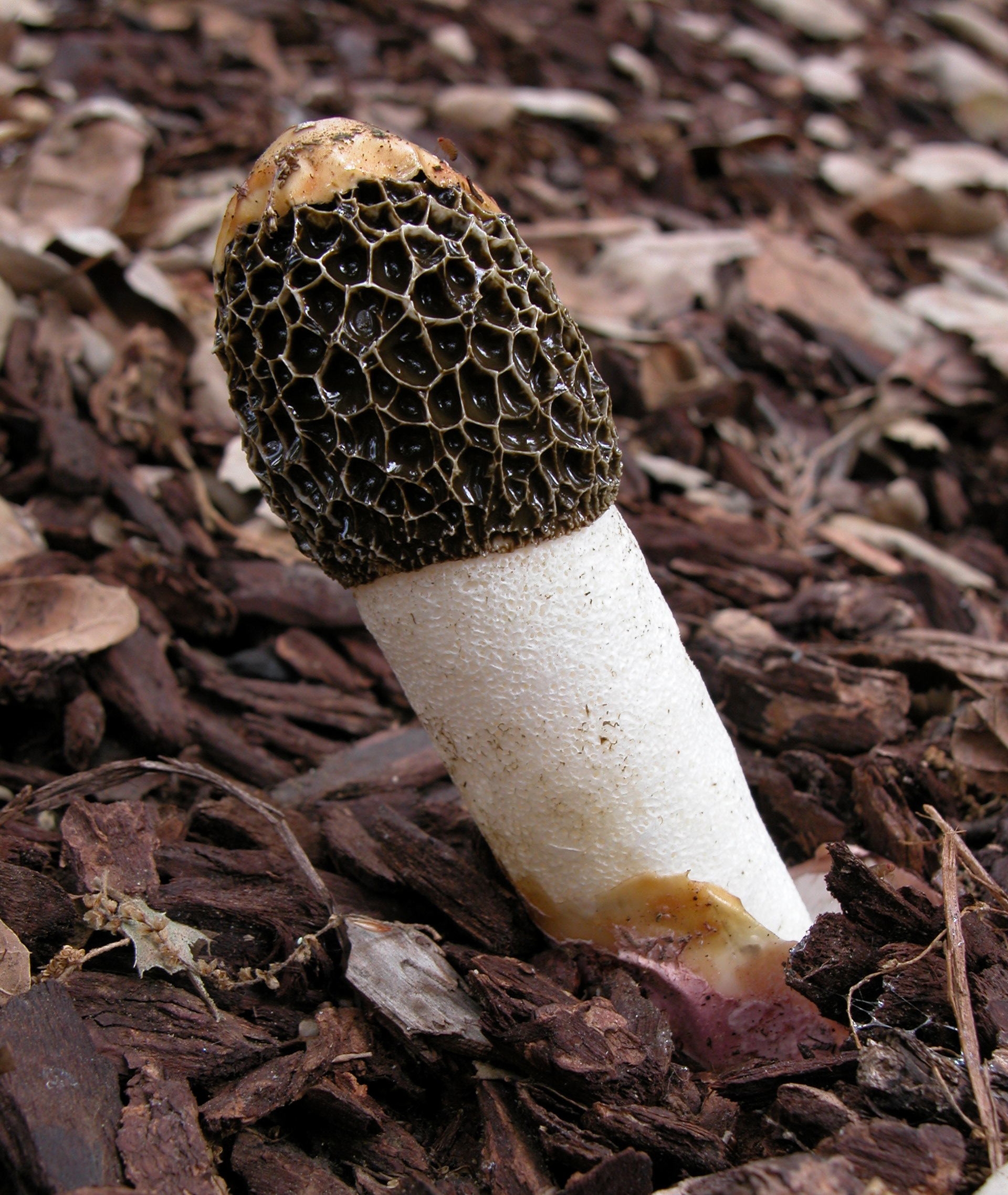
Phallus hadriani
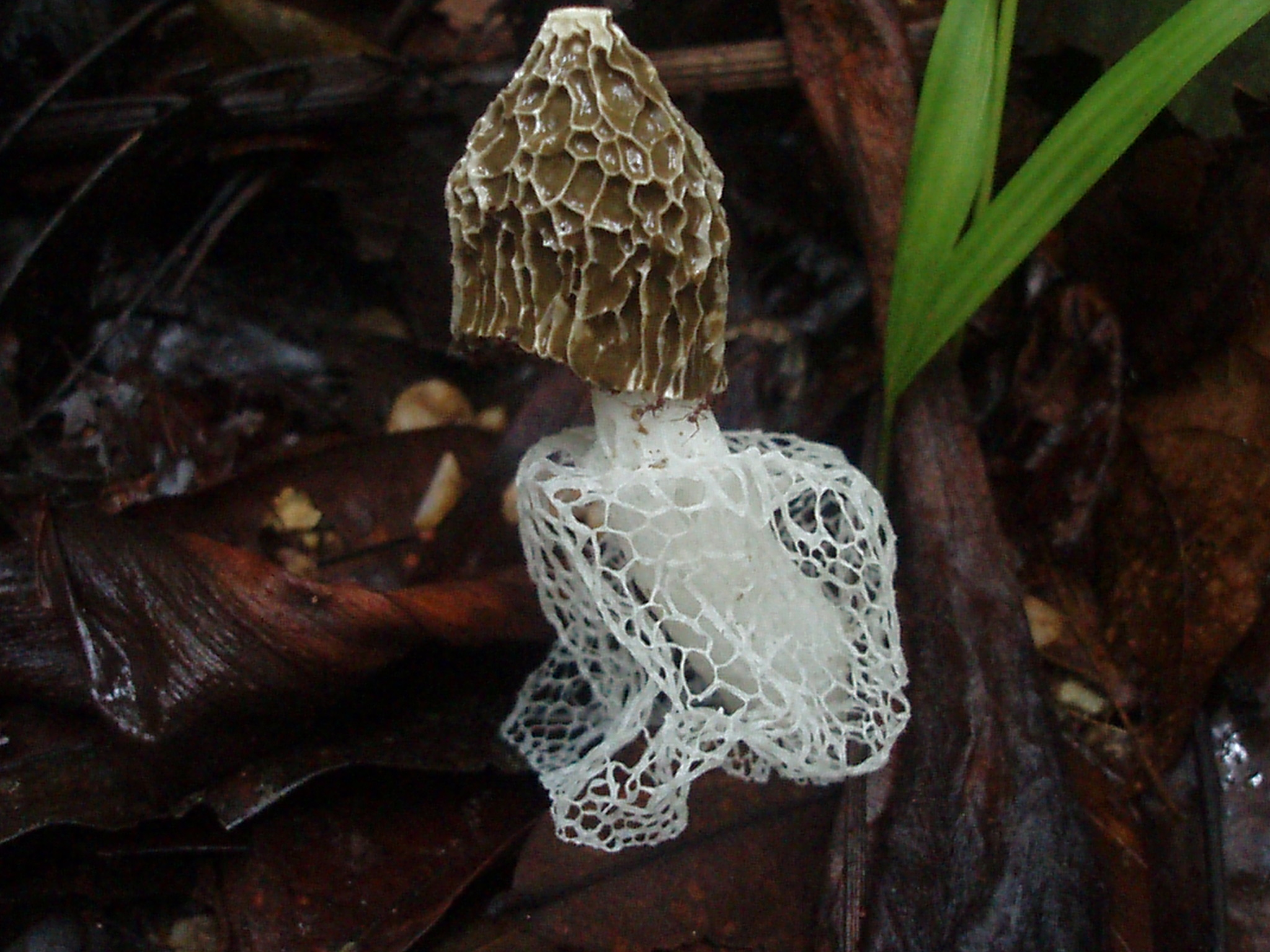
Phallus indusiatus
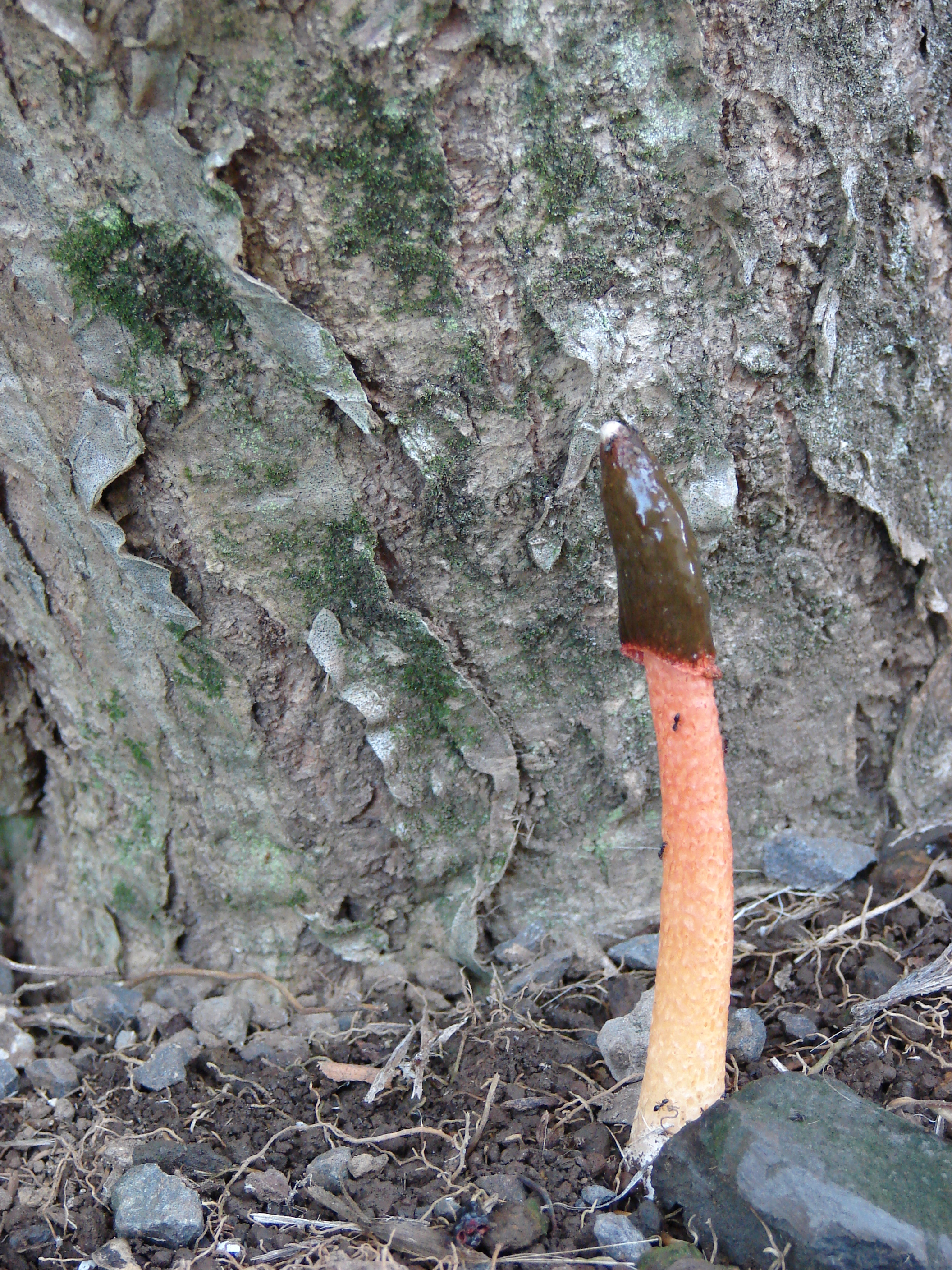
Phallus rubicundus